# Peshay

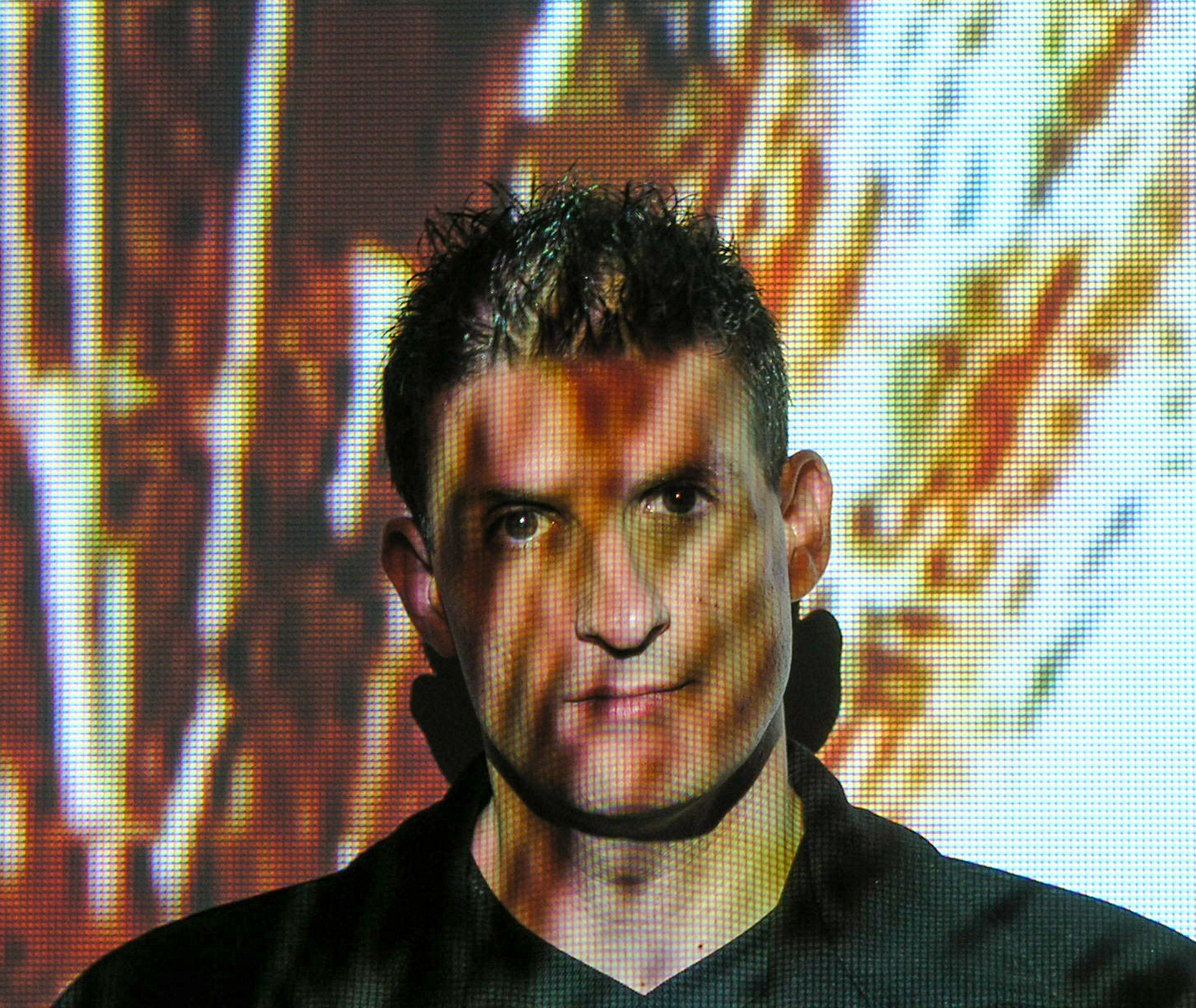
Peshay (2019)

Peshay (* 1970 in London; bürgerlicher Name: Paul Pesce) ist ein britischer Produzent für elektronische Musik und DJ.

## Karriere
Peshay begann seine Musik-Karriere Anfang der 1990er-Jahre als Breakbeat-DJ. Sein Musik, die den Richtungen Jungle / Drum & Bass zugeordnet wird, ist von House und Fusion Jazz beeinflusst.
Seine erste Veröffentlichung machte er 1993 mit der EP "Protegé" auf dem Label Reinforced.
Beiträge auf dem Label Metalheadz des Produzenten Goldie folgten.
Weiterhin veröffentlichte er mehrere Singles auf dem Label Good Looking Records von LTJ Bukem.
Nach ernsten gesundheitlichen Problemen sollte 1997 bei Mo Wax sein Debütalbum "Miles From Home" erscheinen. Aufgrund von wirtschaftlichen Schwierigkeiten des Labels mussten die Pläne jedoch verschoben werden, und erst 1998 erschien das Album, dessen Titel ein Tribut an Miles Davis ist, auf dem Label Blue Island.
Er ist (Mit-)Begründer der Labels Pivotal, Elements und Cubik.
Releases von Peshay sind ebenfalls auf Infrared, Black Widow, Reinforced und Formation erschienen.
Er hat Remixe für Künstler wie Galliano, Jay Dee, Carl Craig, Goldie, Ingrid Schroeder, DJ Die, DJ Shadow, und Courtney Pine erstellt.

## Privates
Peshay hat italienische Familienwurzeln. Seine Mutter war klassische Sängerin.

## Diskografie

### Alben
- 1998: Miles From Home (Blue Island)
- 2002: Fuzion (Cubik Music Productions)
- 2004: Jammin (Cubik Music Productions)
- 2013: Generation (Tru Thoughts)
- 2018: Reflections (De:tuned)

### Singles
- 2014: Vanguard EP (Tru Thoughts)
- 2018: Ride The Rhythm / All Night (Infrared)
- 2019: Angels & Demons EP (Infrared)

## Auszeichnungen
2001 wurde er von dem Ibiza Club Pacha als „Best Drum'n'Bass DJ 2001“ ausgezeichnet. Im selben Jahr gewann er einen DJ Award in der Kategorie „Drum and Bass“.